# Červený Kláštor
El Červený Kláštor es un monasterio medieval situado en Eslovaquia. Se encuentra cerca de la localidad de Červený Kláštor, dentro de las montañas Pieniny, al lado del río Dunajec.
El monasterio fue fundado en el siglo XIV, durante la época en que le territorio dependía del Imperio húngaro. Documentos de la corte de 1307 establecen que un hombre con el nombre de maestro Kokos de Brezovica, fundó seis monasterios como castigo por un asesinato. En 1319 donó 62 sectores de su pueblo, Lechnice a la orden de los cartujos. Una estructura de madera fue construida en 1330, que más tarde fue sustituida por ladrillos y piedras. El monasterio recibe el nombre de "Rojo" por las tejas rojas que se utilizaron en la cubierta.
El monasterio fue suprimido durante la Reforma Protestante en 1563, transformándose en una residencia privada de nobles ricos.